# Шейкер

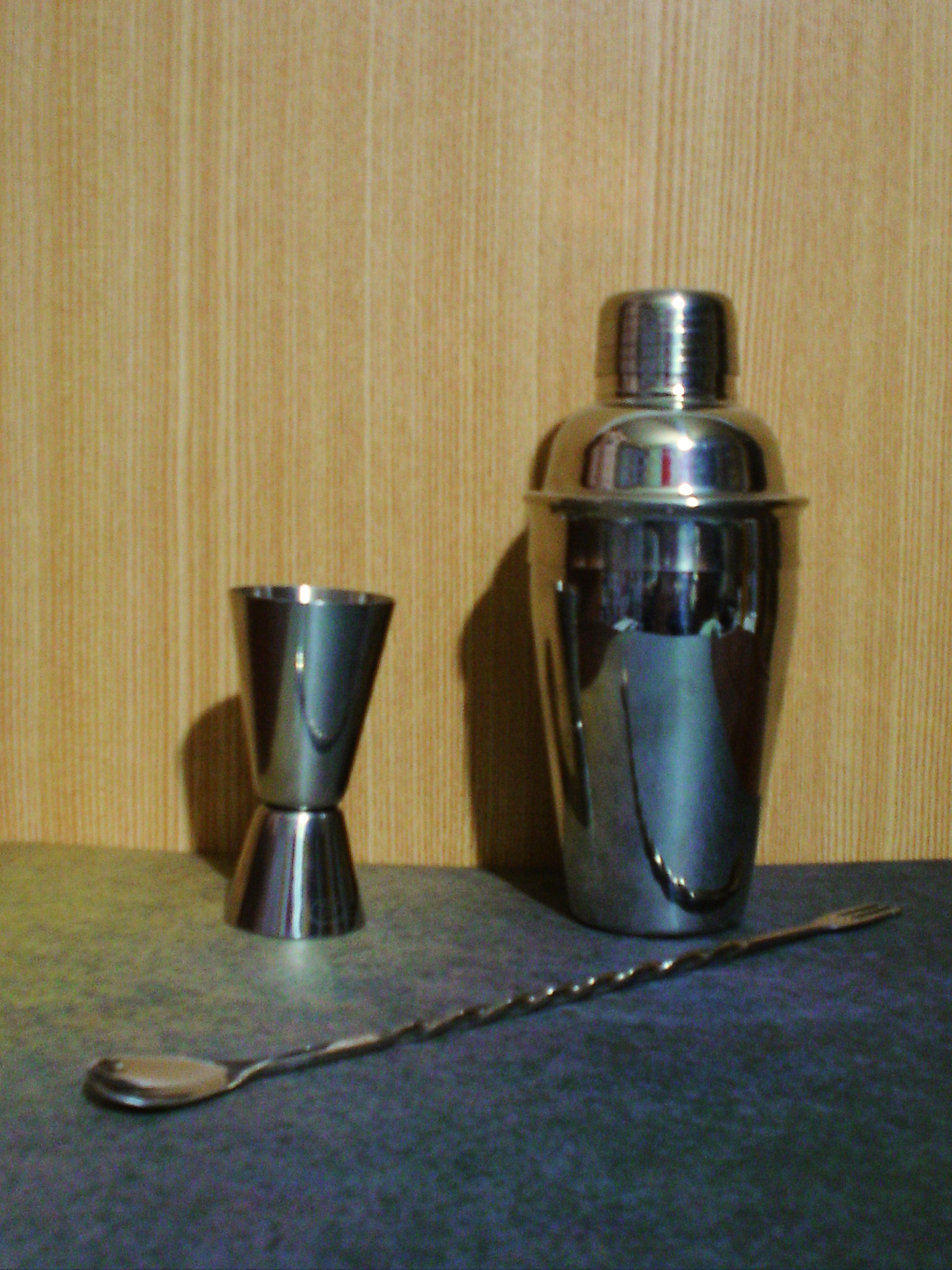
Шейкер коблер (праворуч)

Ше́йкер (англ. shaker від to shake — «трясти») — пристрій для приготування змішаних напоїв і коктейлів за допомогою струшування. Зазвичай шейкер на три чверті заповнений льодом, який, при струшуванні, швидко охолоджує напій. Частіше за все шейкери зроблені з металу, але є скляні і навіть пластикові.
Змішані коктейлі, зазвичай, готуються шляхом наливання необхідних інгредієнтів (соків, сиропів, лікерів, міцних алкогольних напоїв і кубиків льоду) в шейкер. Потім шейкер різко струшують 5 секунд — і готовий коктейль наливають у келих через сито.